# Blasebalg (Adelsgeschlecht)

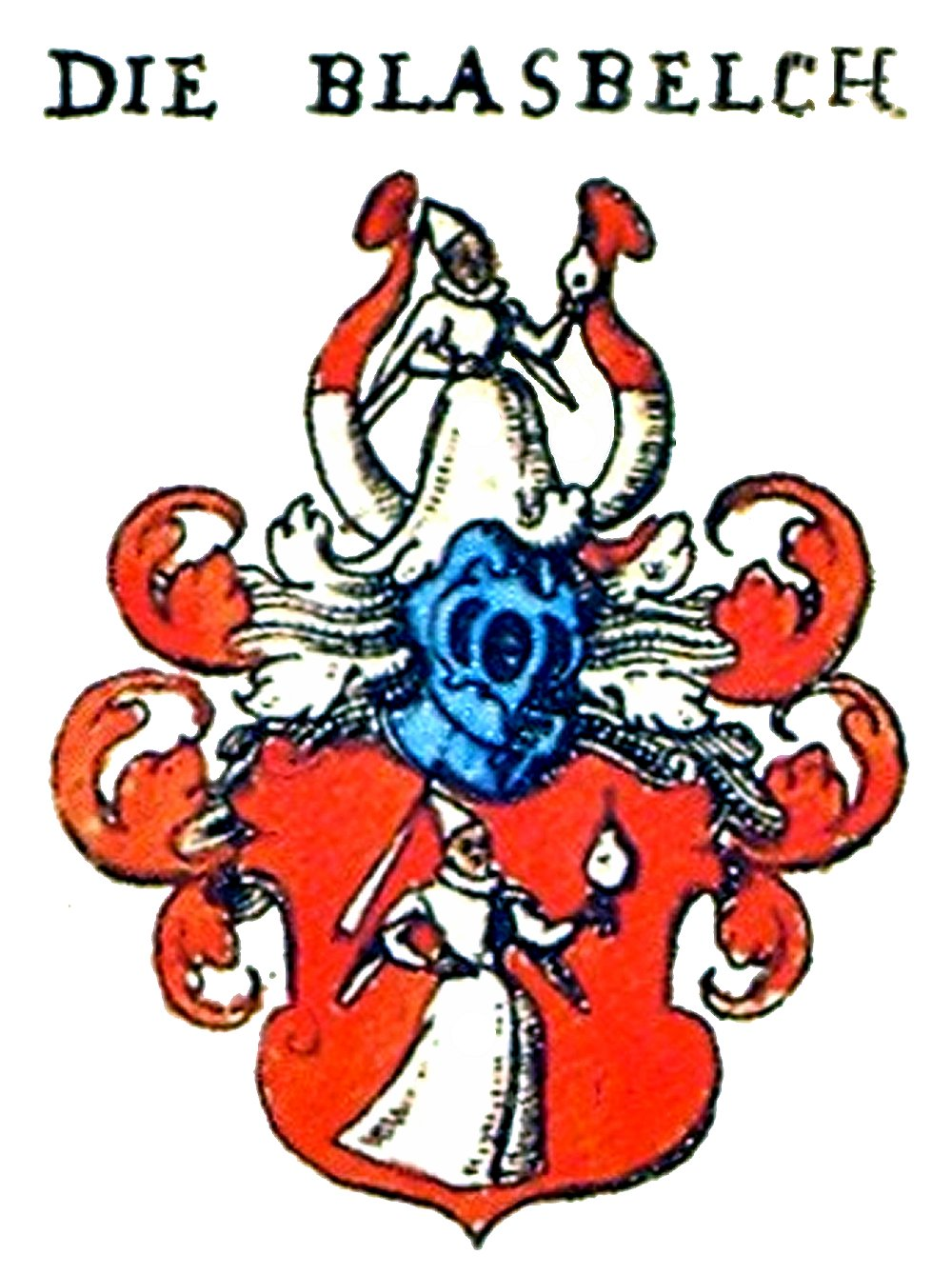
Das Wappen derer
von Blasebalg um 1600

Blasebalg (auch Blasbalg, Blasebalgk oder Blasbelch) war ein sächsisches Adelsgeschlecht.
Der Stammsitz derer von Blasebalg war über nahezu 250 Jahre das Rittergut Lößnig südlich von Leipzig. Das Gut hatte Wolf von Blasebalg 1460 von Heinrich von Pflugk erworben.
Die Blasebalgs besetzten auch Funktionen in der sächsischen Verwaltung. So war der Leipziger Ratsherr Jacob von Blasebalg der Begründer der Finanzkasse des Herzogtums Sachsen. Dieser Jacob von Blasebalg war auch der erste Ehemann der späteren Leipziger Stifterin Apollonia von Wiedebach.
Der letzte der Blasebalgs in Loßnig und des gesamten Geschlechts war Johann Heinrich von Blasebalg († 1705), der das Gut an den damaligen Oberpostmeister Johann Jakob Kees verkaufte.
Von 1910 bis 1965 hieß der westliche Teil der Siegfriedstraße in Leipzig-Lößnig Blasebalgstraße.